# 磯原駅

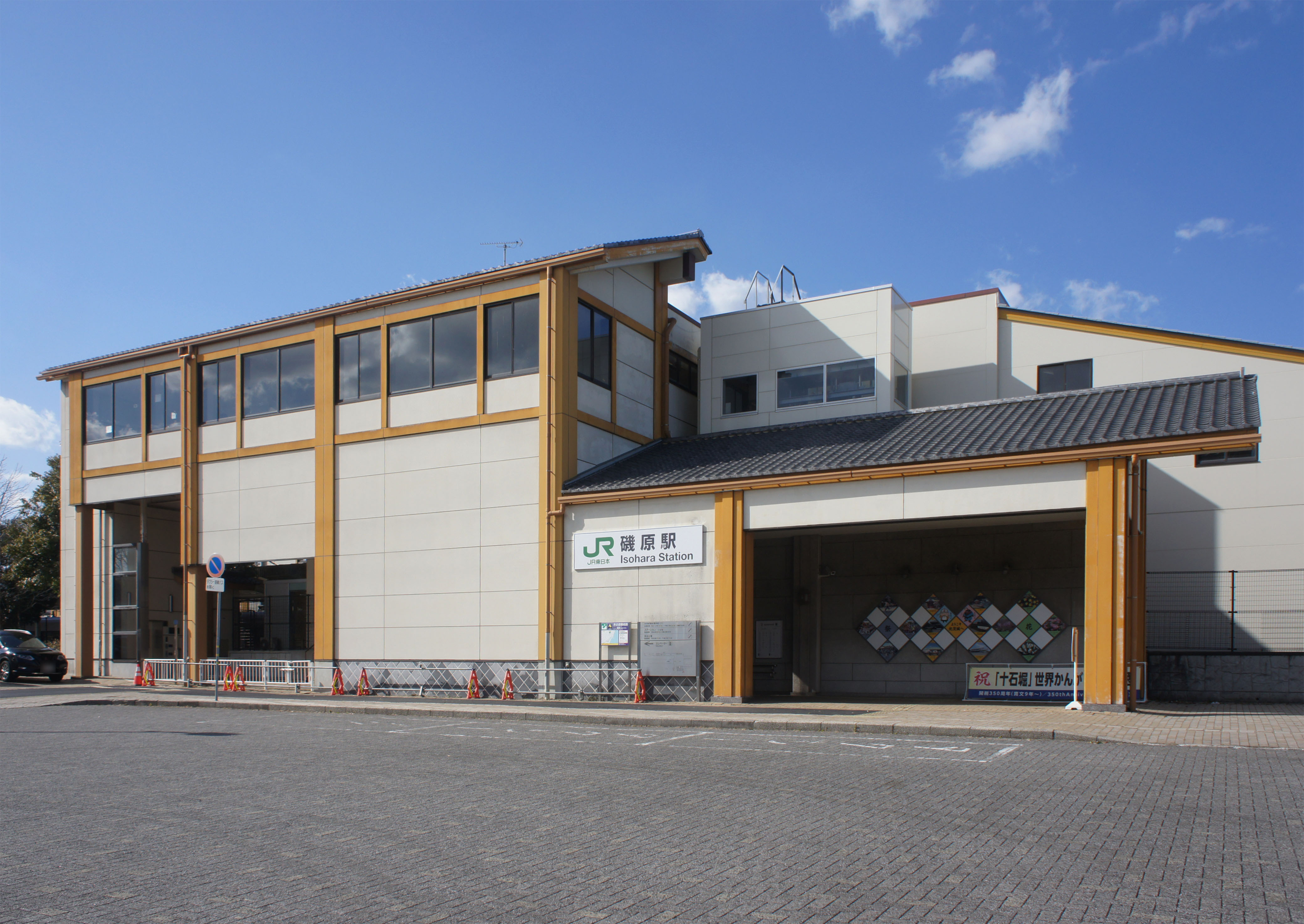
東口（2022年2月）

磯原駅（いそはらえき）は、茨城県北茨城市磯原町磯原にある、東日本旅客鉄道（JR東日本）常磐線の駅である。北茨城市の代表駅である。事務管コードは▲421127。

## 概要
当駅は北茨城市の中心駅であり、磯原温泉、野口雨情記念館、二ツ島、花園渓谷の最寄駅である。

## 歴史
- 1897年（明治30年）2月25日：日本鉄道の駅として 開業[2]。
- 1906年（明治39年）11月1日：日本鉄道が国有化され、官設鉄道の所属となる[2]。
- 1909年（明治42年）10月12日：線路名称制定により常磐線の所属となる。
- 1949年（昭和24年）6月1日：日本国有鉄道が発足。
- 1974年（昭和49年）7月20日：貨物の取り扱いを廃止[2]。
- 1976年（昭和51年）5月24日：第27回全国植樹祭に出席した天皇皇后両陛下のお召し列車が磯原駅発、土浦駅着で運転[8]。
- 1978年（昭和53年）10月：駅西土地区画整理事業起工[9]。
- 1984年（昭和59年）2月1日：荷物扱い廃止[2]。
- 1987年（昭和62年）4月1日：国鉄分割民営化により、JR東日本の駅となる[2]。
- 1992年（平成4年）11月：駅東まちなみ整備事業完工[10]。
- 1997年（平成9年）
  - 10月：橋上駅舎竣工[11]。
  - 11月1日：橋上駅舎供用開始[12][13]。
- 2002年（平成14年）5月24日：発車メロディが『七つの子』になる。
- 2009年（平成21年）3月14日：東京近郊区間拡大に伴い、ICカード「Suica」サービス開始[14]。
- 2019年（平成31年）3月：ホーム内にエレベーター設置、共用開始された。
- 2019年（令和元年）10月31日：みどりの窓口の営業を終了[15]。
- 2024年（令和6年） 5月10日：この日の終電後にエスカレーターが廃止された。

## 駅構造
相対式ホーム2面2線を有する地上駅になっている。橋上駅舎を持つ。
JR東日本ステーションサービスが駅業務を受託する業務委託駅。指定席券売機設置駅。

### のりば
| 番線 | 路線     | 方向 | 行先                     |
| ---- | -------- | ---- | ------------------------ |
| 1    | ■ 常磐線 | 上り | 日立・水戸・上野方面     |
| 2    | ■ 常磐線 | 下り | いわき・原ノ町・仙台方面 |

（出典：JR東日本:駅構内図）

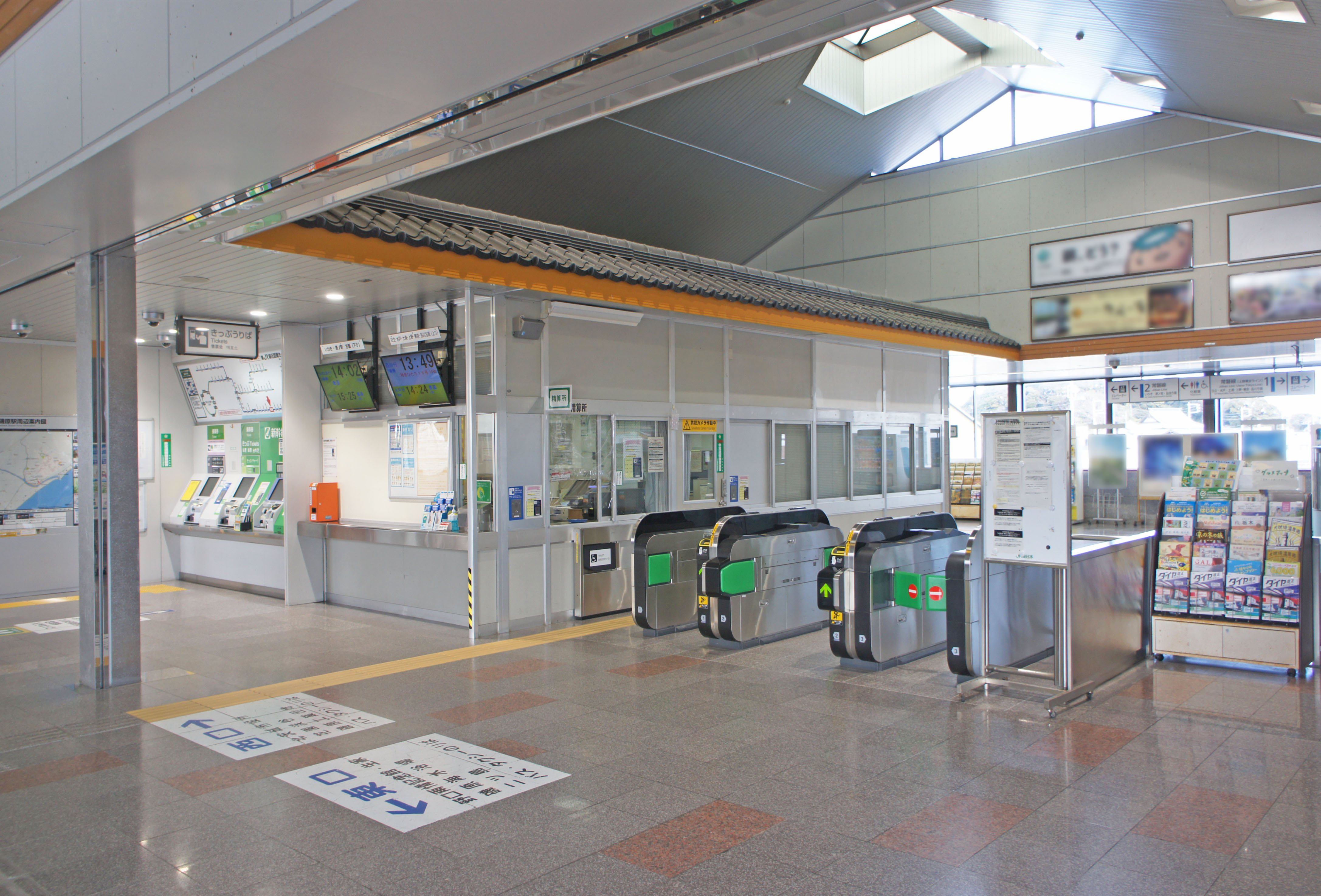
改札口（2022年2月）
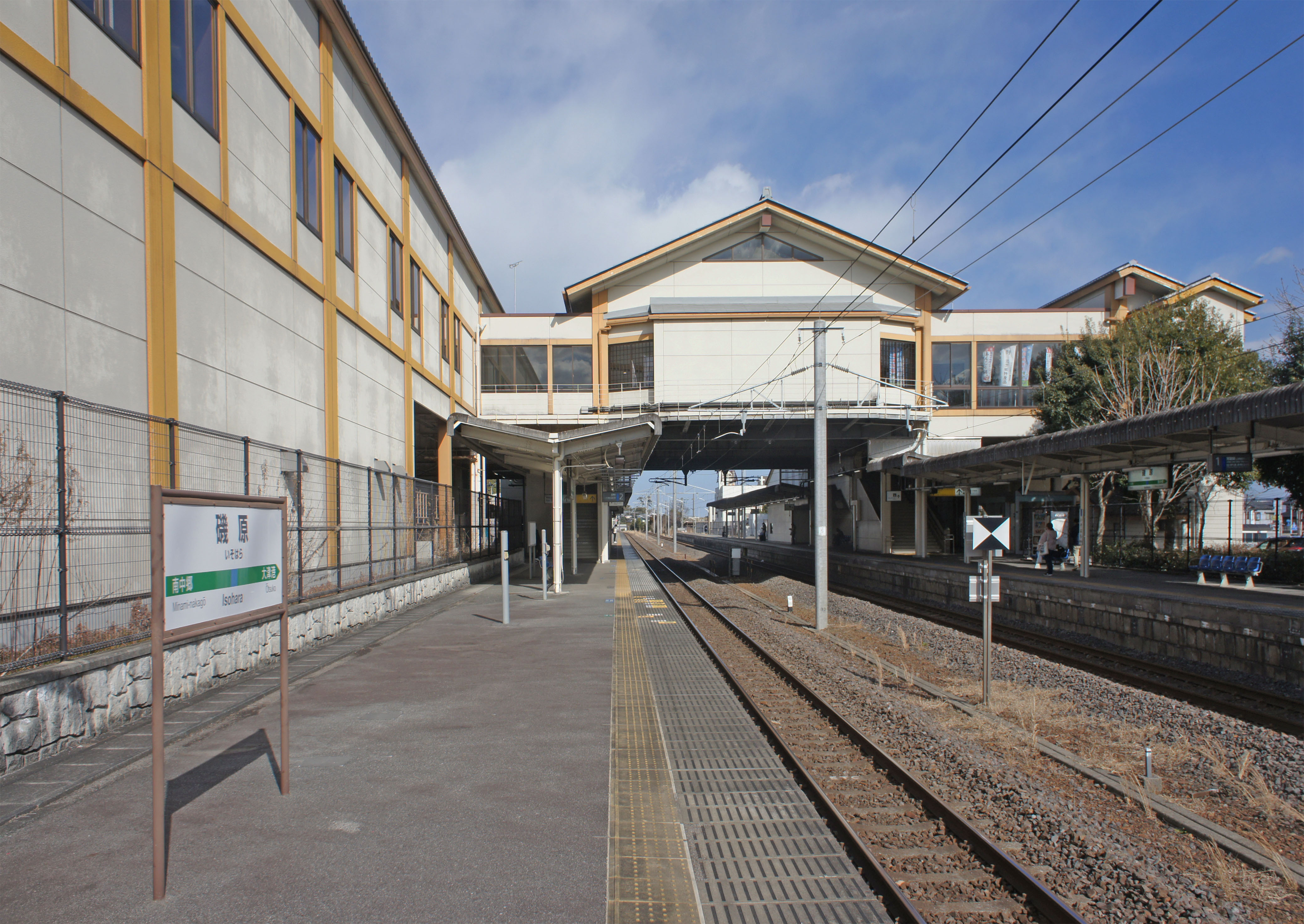
ホーム（2022年2月）

## 利用状況
JR東日本によると、2023年度（令和5年度）の1日平均乗車人員は1,459人である。
2000年度（平成12年度）以降の推移は以下のとおりである。
| 乗車人員推移       | 乗車人員推移     | 乗車人員推移    |
| 年度               | 1日平均 乗車人員 | 出典            |
| ------------------ | ---------------- | --------------- |
| 2000年（平成12年） | 2,544            | [ 利用客数 2 ]  |
| 2001年（平成13年） | 2,505            | [ 利用客数 3 ]  |
| 2002年（平成14年） | 2,454            | [ 利用客数 4 ]  |
| 2003年（平成15年） | 2,322            | [ 利用客数 5 ]  |
| 2004年（平成16年） | 2,247            | [ 利用客数 6 ]  |
| 2005年（平成17年） | 2,237            | [ 利用客数 7 ]  |
| 2006年（平成18年） | 2,206            | [ 利用客数 8 ]  |
| 2007年（平成19年） | 2,144            | [ 利用客数 9 ]  |
| 2008年（平成20年） | 2,007            | [ 利用客数 10 ] |
| 2009年（平成21年） | 1,928            | [ 利用客数 11 ] |
| 2010年（平成22年） | 1,915            | [ 利用客数 12 ] |
| 2011年（平成23年） | 1,860            | [ 利用客数 13 ] |
| 2012年（平成24年） | 2,090            | [ 利用客数 14 ] |
| 2013年（平成25年） | 2,063            | [ 利用客数 15 ] |
| 2014年（平成26年） | 1,938            | [ 利用客数 16 ] |
| 2015年（平成27年） | 1,918            | [ 利用客数 17 ] |
| 2016年（平成28年） | 1,850            | [ 利用客数 18 ] |
| 2017年（平成29年） | 1,827            | [ 利用客数 19 ] |
| 2018年（平成30年） | 1,759            | [ 利用客数 20 ] |
| 2019年（令和元年） | 1,697            | [ 利用客数 21 ] |
| 2020年（令和02年） | 1,360            | [ 利用客数 22 ] |
| 2021年（令和03年） | 1,337            | [ 利用客数 23 ] |
| 2022年（令和04年） | 1,395            | [ 利用客数 24 ] |
| 2023年（令和05年） | 1,459            | [ 利用客数 1 ]  |

## 駅周辺
- 国道6号
- 磯原工業団地
- 北茨城市市役所：駅西口から市民バスで7分、徒歩30分
- 北茨城郵便局
- 茨城県立磯原郷英高等学校
- 野口雨情記念館
- 磯原温泉
- マルトSC磯原店
- 筑波銀行磯原支店

## バス路線
「磯原駅西口」停留所にて、北茨城市巡回バスの路線が発着する。なお、土休日は運休となる。
- 大津線：富士ケ丘行
- 華川線：磯原駅西口行
- 石岡線：石岡スポーツ広場行
- 中郷線：南中郷駅行

## その他
- 当駅の発車メロディは、北茨城市にゆかりのある野口雨情が作詞した「七つの子」が使用されている。なお、フルコーラスが64秒と大変長く、車掌の裁量で鳴らすため途中で切られることが多い。(ワンマン列車の場合運転士が扱い車両のスピーカーから流れるが、仕様上アナウンスのみか15秒ほど流れるかのいずれかである。)

## 隣の駅
東日本旅客鉄道（JR東日本）
■常磐線
- 特急「ひたち」一部停車駅

■普通
南中郷駅 - 磯原駅 - 大津港駅

### 記事本文
1. 1 2 3 4 5  『週刊 JR全駅・全車両基地』 42号 水戸駅・常陸太田駅・高萩駅ほか74駅、朝日新聞出版〈週刊朝日百科〉、2013年6月9日、23頁。
2. 1 2 3 4 5 6  石野哲（編）『停車場変遷大事典 国鉄・JR編 Ⅱ』（初版）JTB、1998年10月1日、432頁。ISBN 978-4-533-02980-6。
3. 1 2  事業エリアマップ - JR東日本ステーションサービス.2021年11月24日閲覧
4. ↑  日本国有鉄道旅客局(1984)『鉄道・航路旅客運賃・料金算出表 昭和59年４月20日現行』。
5. ↑  野口雨情記念館.北茨城市歴史民俗資料館-北茨城市観光協会公式ホームページ
6. ↑  二ツ島-北茨城市観光協会公式ホームページ
7. ↑  花園渓谷-北茨城市観光協会公式ホームページ
8. ↑  原武史『昭和天皇御召列車全記録』新潮社、2016年9月30日、144頁。ISBN 978-4-10-320523-4。
9. ↑  『北茨城市統計書 令和4年版』 4頁
10. ↑  『北茨城市統計書 令和4年版』 7頁
11. ↑  『北茨城市統計書 令和4年版』 8頁
12. ↑  「JR磯原駅橋上化完成 来月1日から使用」『交通新聞』交通新聞社、1997年10月16日、1面。
13. ↑  「JR年表」『JR気動車客車編成表 '98年版』ジェー・アール・アール、1998年7月1日、183頁。ISBN 4-88283-119-8。
14. ↑  『Suicaをご利用いただけるエリアが広がります。』（PDF）（プレスリリース）東日本旅客鉄道、2008年12月22日。オリジナルの2020年5月25日時点におけるアーカイブ。2020年5月25日閲覧。
15. ↑  “駅の情報（磯原駅）：JR東日本”.   東日本旅客鉄道. 2019年10月4日時点のオリジナルよりアーカイブ。2019年10月4日閲覧。
16. ↑  駅の情報（磯原駅）：JR東日本 - JR東日本.2021年11月24日閲覧

### 利用状況
1. 1 2  “各駅の乗車人員（2023年度）”.   東日本旅客鉄道. 2024年7月21日閲覧。
2. ↑  “各駅の乗車人員（2000年度）”.   東日本旅客鉄道. 2019年3月5日閲覧。
3. ↑  “各駅の乗車人員（2001年度）”.   東日本旅客鉄道. 2019年3月5日閲覧。
4. ↑  “各駅の乗車人員（2002年度）”.   東日本旅客鉄道. 2019年3月5日閲覧。
5. ↑  “各駅の乗車人員（2003年度）”.   東日本旅客鉄道. 2019年3月5日閲覧。
6. ↑  “各駅の乗車人員（2004年度）”.   東日本旅客鉄道. 2019年3月5日閲覧。
7. ↑  “各駅の乗車人員（2005年度）”.   東日本旅客鉄道. 2019年3月5日閲覧。
8. ↑  “各駅の乗車人員（2006年度）”.   東日本旅客鉄道. 2019年3月5日閲覧。
9. ↑  “各駅の乗車人員（2007年度）”.   東日本旅客鉄道. 2019年3月5日閲覧。
10. ↑  “各駅の乗車人員（2008年度）”.   東日本旅客鉄道. 2019年3月5日閲覧。
11. ↑  “各駅の乗車人員（2009年度）”.   東日本旅客鉄道. 2019年3月5日閲覧。
12. ↑  “各駅の乗車人員（2010年度）”.   東日本旅客鉄道. 2019年3月5日閲覧。
13. ↑  “各駅の乗車人員（2011年度）”.   東日本旅客鉄道. 2019年3月5日閲覧。
14. ↑  “各駅の乗車人員（2012年度）”.   東日本旅客鉄道. 2019年3月5日閲覧。
15. ↑  “各駅の乗車人員（2013年度）”.   東日本旅客鉄道. 2019年3月5日閲覧。
16. ↑  “各駅の乗車人員（2014年度）”.   東日本旅客鉄道. 2019年3月5日閲覧。
17. ↑  “各駅の乗車人員（2015年度）”.   東日本旅客鉄道. 2019年3月5日閲覧。
18. ↑  “各駅の乗車人員（2016年度）”.   東日本旅客鉄道. 2019年3月5日閲覧。
19. ↑  “各駅の乗車人員（2017年度）”.   東日本旅客鉄道. 2018年7月6日閲覧。
20. ↑  “各駅の乗車人員（2018年度）”.   東日本旅客鉄道. 2019年7月12日閲覧。
21. ↑  “各駅の乗車人員（2019年度）”.   東日本旅客鉄道. 2020年7月12日閲覧。
22. ↑  “各駅の乗車人員（2020年度）”.   東日本旅客鉄道. 2021年7月24日閲覧。
23. ↑  “各駅の乗車人員（2021年度）”.   東日本旅客鉄道. 2022年8月6日閲覧。
24. ↑  “各駅の乗車人員（2022年度）”.   東日本旅客鉄道. 2023年7月10日閲覧。